# Los Otates (Guanajuato)
Los Otates es una localidad del estado mexicano de Guanajuato. Es parte del municipio de Huanímaro.

## Demografía
| Gráfica de evolución demográfica |
|                                  |

| Censo | Población |
| ----- | --------- |
| 1900  | 212       |
| 1910  | 314       |
| 1921  | 129       |
| 1930  | 184       |
| 1940  | 349       |
| 1950  | 515       |
| 1960  | 658       |
| 1970  | 939       |
| 1980  | 943       |
| 1990  | 1 139     |
| 2000  | 1 281     |
| 2010  | 1 199     |
| 2020  | 1 242     |